# Språngbonit
Språngbonit (Cybiosarda elegans) är en fiskart som först beskrevs av Whitley, 1935.  Språngbonit ingår i släktet Cybiosarda och familjen makrillfiskar. IUCN kategoriserar arten globalt som livskraftig. Inga underarter finns listade i Catalogue of Life.